# Le guide de la famille parfaite
Le guide de la famille parfaite (El manual de la familia perfecta en España y Guía para la familia perfecta en Hispanoamérica) es una película de comedia dramática canadiense, dirigida por Ricardo Trogi y estrenada en 2021. La película está protagonizada por Louis Morissette y Catherine Chabot como Martin Dubois y Marie-Soleil Blouin, una pareja casada cuya tendencia a la paternidad helicóptero crea problemas para Rose (Émilie Bierre), la hija de 16 años de Louis de su matrimonio anterior con Caroline (Isabelle Guérard).
La película se estrenó en cines en Quebec el 14 de julio de 2021. También ha sido adquirida para su distribución internacional en Netflix.
En su revisión de fin de año del cine y la televisión canadienses en 2021, la revista comercial Playback la nombró Película del año.

## Argumento
El padre de familia, Martin, contrató a un joven llamado Pier-Luc (Jean-Carl Boucher) para trabajar por el solo hecho de que era hijo de un colega. Este recién llegado no quiere hacer un esfuerzo para completar un contrato. Cita “No trabajo bajo presión”. Lo impulsa el sentimiento de desempeño, pero odia encontrarse con una gran carga de trabajo y no acepta represalias por parte de su superior. Martin pierde su oportunidad de obtener un ascenso en Toronto debido a la pérdida del expediente que estaba bajo la responsabilidad de su empleado.
Rose (Émilie Bierre) después de su horario escolar, su padre, Martin, le recuerda constantemente que no olvide sus prácticas de baile, hockey y sus sesiones de tutoría. Él le recuerda que “El 4º de Secundaria es el año más importante” y que debe aprobarlo si “no quiere terminar sus días como cajera en una tienda de conveniencia”. Él trata de motivarla por todos los medios.
La presión que siente Rose hace que use e intercambie drogas por exámenes de años anteriores para satisfacer los deseos de rendimiento académico de su padre.
A medida que se acercan sus exámenes finales, Martin sugiere que Rose se vaya el fin de semana a visitar a sus abuelos. La casa está en el bosque cerca de un lago y es el mejor lugar según él para reencontrarse con su hija. Durante una actividad que comienza con el pie derecho, estalla un conflicto que le da a Rose la oportunidad de decirle que nunca se siente a la altura de sus aspiraciones.
Cuando regresan a la ciudad, ella se va a vivir con su madre Caroline (Isabelle Guérard). Durante una velada de madre e hija, Rose regresa sola al departamento donde se hospedan. Bebe una botella de vino, derrama todas las lágrimas de su cuerpo y luego se traga un frasco de pastillas que encuentra en un armario. A la mañana siguiente, Caroline regresa a casa después de su velada acompañada de un hombre. Encuentra a su hija tirada en el suelo, inconsciente, en el baño.

## Producción
Louis Morissette se inspiró en la imagen que las personas tienen de los demás y en las diferencias entre las percepciones y la realidad: “Yo, la imagen, estoy obsesionado. Probablemente porque yo también vivo en el ojo público y veo la diferencia entre lo que soy y la percepción que la gente tiene de mí, de mi familia, de mi pareja. Me da risa esta discrepancia entre la imagen y la vida real. Sigue siendo mi tema favorito. A la hora de escribir el guion, los tres autores tenían dificultad para elegir sobre qué personaje se iba a construir la historia: "Podemos tratar el tema desde muchos puntos de vista, hice una versión del guion con Jean-François Léger y François Avard donde había un mayor lugar dado a Rose, luego había una versión donde Marie-Soleil (esposa de Martin y suegra de Rose, interpretada por Catherine Chabot) tenía más plaza. En algún momento, es como si nos perdiéramos un poco. Así que lo reenfocamos en torno al personaje del padre. Solo la posición de Marie-Soleil podría dar otra película, la posición de Rose también. Ese es el desafío: sobre todas estas variaciones del tema, cuál es la posición que tomamos. Cómo va a ser nuestra columna vertebral y decidimos verlo desde el punto de vista del padre que empuja demasiado y levanta a su hijo como su próximo trofeo.
El director Ricardo Trogi se convenció de participar en el proyecto de Louis Morissette, porque el tema de la película le interesaba particularmente: “Es el tema que vino a por mí. Hay cosas que Louis [Morissette] escribió que están menos en mi callejón. Si no funcionara, no lo haría. Ahí, es que el tema me resulta tan cercano que me costaba decir que no. El séptimo largometraje de Ricardo Trogi se rodó en Quebec durante la pandemia de COVID-19.

## Lanzamiento
Su estreno de cine, inicialmente prevista para el verano de 2020, el estreno de la película tuvo que posponerse un año debido a la pandemia de COVID-19 y las medidas sanitarias implementadas en Quebec durante este período. Finalmente, la película se estrenó el 14 de julio de 2021 en Quebec y tenía derecho a un estreno internacional simultáneo en Netflix

## Recepción crítica
En el sitio Allociné, la película recibe una puntuación media de 2,4/5 para 52 críticos. En cinoche.com obtiene una calificación promedio de 3/5, lo que se considera "buena". En el sitio de Cinema Clock obtiene una puntuación de 8,1/10 para 123 críticos.